# Jaroslav Hojdar
Jaroslav Hojdar (* 26. června 1933 Klenovice) je český učitel a spisovatel.

## Život
Narodil se 26. června roku 1933 v Klenovicích u Soběslavi. První zaměstnání získal na českokrumlovsku, kde vyučoval rumunské děti. Později se vrátil do Tábora a do Sezimova Ústí, kde učil. Souběžně dálkové studoval Pedagogickou fakultu Univerzity Karlovy.
Celý život se zajímá o historii. Převážně o válečné roky v rodném Táborsku. Setkával se s válečnými veterány, o kterých psal články.
V 70. letech 20. století byl ze školství propuštěn a začal pracovat jako dělník a topič v Plané nad Lužnicí. Všechny své posbírané a napsané materiály mohl vydávat až po roce 1989. Na krátkou dobu se vrátil do školství, ale brzy odešel do důchodu.
Po odchodu do důchodu začal publikovat své knihy. Tou nejznámější se stala kniha Táborské popraviště z roku 2012, která mapuje životy a popravy odbojářů z Táborska.